# ヘンリー・バトラー (第13代マウントガーレット子爵)
第13代マウントガーレット子爵ヘンリー・エドマンド・バトラー（英語: Henry Edmund Butler, 13th Viscount Mountgarret、1816年2月20日 – 1900年8月26日）は、アイルランド貴族。

## 生涯
ヘンリー・バトラー（Henry Butler、1773年2月16日 – 1842年12月6日、第11代マウントガーレット子爵エドマンド・バトラーの息子）とアン・ハリソン（Anne Harrison、1857年5月19日没、ジョン・ハリソンの娘）の息子として、1816年2月20日に生まれた。1834年6月7日にオックスフォード大学ウスター・カレッジに入学、1839年にM.A.の学位を修得した。
1844年3月11日、フランシス・ペネロープ・ローソン（Frances Penelope Rawson、1825年4月21日 – 1866年10月19日/1886年10月19日、トマス・ローソンの娘）と結婚、1男1女をもうけた。
- ヘンリー・エドマンド（1844年12月18日 – 1912年10月2日） - 第14代マウントガーレット子爵
- フランシス・サラ（1845年11月20日 – 1916年2月23日） - 1892年9月29日、エドマンド・アーサー・ウィッタク（Edmund Arthur Whittuck、1924年3月10日没、ウィタック・ウィタックの息子）と結婚

1846年7月16日に伯父エドマンドが死去すると、マウントガーレット子爵の爵位を継承した。
1900年8月26日に死去、息子ヘンリー・エドマンドが爵位を継承した。